# Henri Simonet
Henri François Simonet (Brussel, 10 mei 1931 – aldaar, 15 februari 1996) was een Belgisch politicus en vrijmetselaar.

## Levensloop
Simonet, die rechten en economie studeerde aan de ULB en de Columbia-universiteit in de Verenigde Staten, werd als assistent werkzaam aan de ULB, waar hij vanaf 1958 buitengewoon hoogleraar was. Eind jaren 1960 was hij als bestuurslid van de Université Libre de Bruxelles nauw betrokken bij de ontdubbeling in een Franstalige (ULB) en Nederlandstalige (VUB) vrijzinnige universiteit. Daarnaast was hij van 1958 tot 1959 financieel raadgever bij het Nationaal Instituut voor onderzoek van de ontwikkeling van Beneden-Kongo, van 1959 tot 1961 juridisch raadgever bij de Beurscommissie in Brussel en vanaf 1961 lid van de directie van het economisch programmatiebureau. Van 1961 tot 1966 was hij kabinetschef van Antoon Spinoy, minister van Economische Zaken en Energie in de regering-Lefèvre en vice-eerste minister belast met de coördinatie van het economisch beleid in de regering-Harmel.
Vanaf 1959 was hij politiek actief voor de PSB en vervolgens de PS. Voor deze partij werd hij in oktober 1964 verkozen tot gemeenteraadslid van Anderlecht. In juni 1966 werd hij burgemeester van de stad in opvolging van de overleden Joseph Bracops. Dezelfde maand volgde hij Bracops op als lid van de Kamer van volksvertegenwoordigers voor het arrondissement Brussel.
In januari 1972 werd Simonet minister van Economische Zaken in de regering-G. Eyskens V. Op 6 december 1972 sloot hij als minister samen met secretaris-generaal van het ministerie van Economie André Baeyens een geheim akkoord met Iran over de bouw van een Iraanse olieraffinaderij in België, op de grens van Limburg en Luik. De bedoeling was dat er een pijpleidingennetwerk zou worden aangelegd doorheen Vlaanderen en Wallonië met vertakkingen naar de buurlanden, waardoor er een Iraans benzinenetwerk in België zou ontstaan. Henri Simonet tekende op 21 december 1972 namens de Belgische regering een conventie met de Iraanse regering over de oprichting van de raffinaderij. Hij beloofde dat de Belgische staat 20 procent van het kapitaal zou storten als niet-terugvorderbaar gift. Op 18 april 1973 groeide de kwestie uit tot een schandaal, de zogenaamde Ibramco-affaire, toen journalist Leo Schrooten in de krant De Standaard de affaire onthulde. 
Nog in december 1972 werd Simonet voorgedragen als lid van de Europese Commissie en begin januari 1973 trad hij in dienst als vicevoorzitter van de Europese Commissie, bevoegd voor fiscale zaken en financiële instellingen, energie, veiligheidscontrole en Euratom. Om die reden nam hij ontslag als Belgisch minister en als volksvertegenwoordiger, al bleef hij wel aan als titelvoerend burgemeester van Anderlecht. In januari 1977 verdween Simonet uit de Europese Commissie, waarna hij terugkeerde naar de Belgische politiek en opnieuw volksvertegenwoordiger werd. Van juni 1977 tot mei 1980 was hij eveneens minister van Buitenlandse Zaken in de regering-Tindemans IV (juni 1977 - oktober 1978), de regering-Vanden Boeynants II (oktober 1978 - april 1979), de regering-Martens I (april 1979 - januari 1980) en de regering-Martens II (januari - mei 1980). In de eerste twee regeringen was hij tevens staatssecretaris voor Streekeconomie.
Nadat PS-voorzitter André Cools Simonet in 1980 geen ministerpost meer gaf, kwam hij meer en meer in conflict met zijn partij, waar hij deel uitmaakte van de rechter- en pro-Atlantische vleugel. Tevens was hij een voorstander van een unitair België, waardoor hij binnen de federalistisch gezinde PS meer en meer geïsoleerd begon te raken. In oktober 1983 stapte Simonet uit de PS-fractie in de Kamer omdat hij het niet eens was met de houding van zijn partij in de rakettenkwestie. Simonet was immers een onvoorwaardelijke verdediger van het NAVO-dubbelbesluit tot plaatsing van Amerikaanse kernraketten in Florennes, terwijl zijn partij zich daar fors tegen verzette. Als gevolg hiervan werd Simonet tevens verwijderd uit het partijbureau van de PS en verzocht de partij hem om zijn politieke mandaten af te geven. In april 1984 verliet hij eerst de gemeentepolitiek van Anderlecht en in mei 1984 nam hij ontslag als parlementslid.
In 1985 keerde Simonet terug naar de politiek en werd hij actief voor de liberale PRL. Bij de verkiezingen van oktober 1985 stond Simonet als onafhankelijke kandidaat op de tweede plaats van de PRL-Kamerlijst in Brussel en werd hij opnieuw in de Kamer verkozen. Kort daarna trad hij officieel toe tot de PRL. In december 1987 werd Simonet verkozen tot rechtstreeks gekozen senator voor het arrondissement Brussel en vier jaar later, in november 1991, ruilde Simonet de Senaat opnieuw in voor de Kamer. Ditmaal bleef hij volksvertegenwoordiger tot in mei 1992, toen Simonet de nationale politiek verliet ten voordele van zijn zoon Jacques Simonet.